# 桜田愛梨
桜田 愛梨（さくらだ あいり、1996年2月10日 - ）は、兵庫県出身の女優、モデルである。メインキャストプロダクションに所属していたが事務所が倒産。グレース所属を経て現在フリー。

## 出演

### 映画
- HAPPY★END

### WEB
- リクナビnext

### VP
- 不動産VP

### モデル
- フォトストーリー撮影会